# Paulus Manker

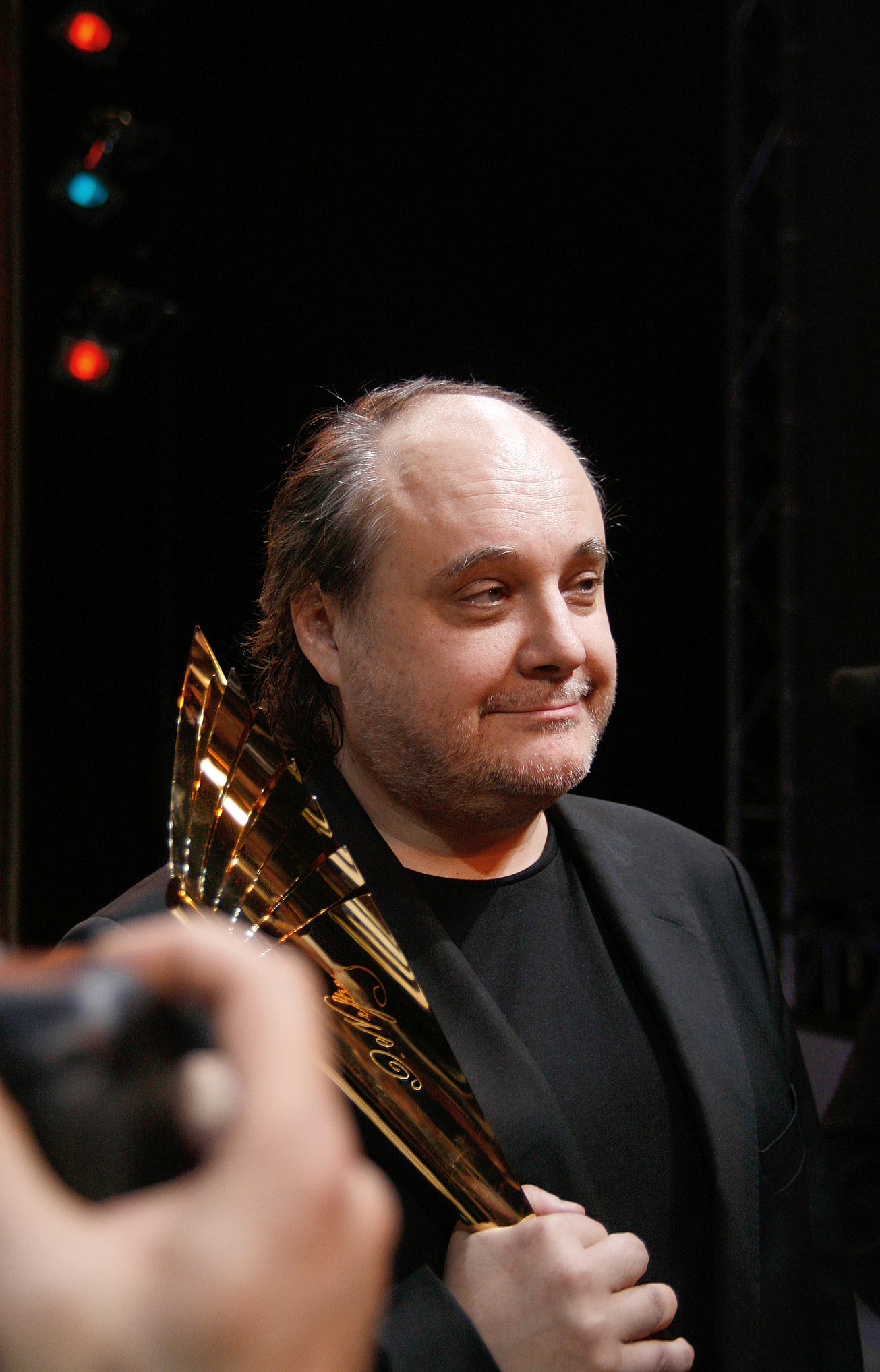
Paulus Manker (2010)

Paulus Manker (* 25. Jänner 1958 in Wien) ist ein österreichischer Schauspieler, Film- und Theaterregisseur sowie Autor und Drehbuchautor.

## Leben

### Jugend und Anfänge
Manker ist der Sohn der Schauspielerin Hilde Sochor und des Regisseurs und Theaterdirektors Gustav Manker. Er wuchs im ersten Wiener Gemeindebezirk auf und hat darüber in der ORF-Doku Meine Innere Stadt (2017) berichtet.
Manker wurde am Max-Reinhardt-Seminar in Wien in Regie und Schauspiel (bei Susi Nicoletti und Erni Mangold) unterrichtet.
Erste Engagements führten Manker schon während der Ausbildungszeit ans Burgtheater (1979, Komödie der Verführung von Arthur Schnitzler, Regie: Horst Zankl, Bühnenbild:Hans Hollein, Kostüme: Karl Lagerfeld), zu den Wiener Festwochen (1980, Die letzten Tage der Menschheit von Karl Kraus, Regie: Hans Hollmann) und danach an das Mitbestimmungsmodell am Schauspiel Frankfurt (1980/1981, Intendanz Johannes Schaaf und Wilfried Minks), ans Hamburger Thalia Theater (1982, Jean Genet: Unter Aufsicht mit Sven-Eric Bechtolf) sowie 1983 ans Residenztheater in München, wo er erstmals mit dem Regisseur Peter Zadek zusammenarbeitete (Ibsens Baumeister Solness mit Barbara Sukowa und Hans-Michael Rehberg), dessen Stammensemble er von da an viele Jahre lang angehörte.

### „Zadek-Schauspieler“ und Regiearbeiten
Peter Zadek holte Manker 1986 in das Ensemble des Deutschen Schauspielhauses in Hamburg, dem Manker dann von 1986 bis 1989 angehörte. Hier sah man ihn 1986 erstmals in der Hauptrolle des antisemitischen jüdischen Philosophen Otto Weininger in dem Furore machenden Stück Weiningers Nacht von Joshua Sobol. Danach stand er als Octavius Caesar in Shakespeares Julius Cäsar mit Ulrich Tukur, als Journalist Lindekuh in Wedekinds Musik mit Susanne Lothar und als Mädchenhändler Casti-Piani in Peter Zadeks legendärer Inszenierung von Frank Wedekinds Lulu auf der Bühne.
Als Filmregisseur trat Manker erstmals 1985 in Erscheinung, sein Film Schmutz erlebte auf dem Filmfestival in Cannes 1985 in der „Quinzaine des Realisateurs“ seine Uraufführung. Auf weiteren Festivals erhielt er mehrere Auszeichnungen und wurde von Thorsten Becker zu einem Roman verarbeitet. 1988 folgte Weiningers Nacht, 1992 Das Auge des Taifun mit den Einstürzenden Neubauten, 1995 Der Kopf des Mohren nach einem Drehbuch von Michael Haneke mit Gert Voss in seiner ersten Filmrolle, 1996 der Dokumentarfilm Hans Hollein – alles ist Architektur und verschiedene Kurzfilme, darunter 2004 das Porträt seiner 80-jährigen Mutter, der Schauspielerin Hilde Sochor.

„Als Regisseur experimentiert Manker mit Psycho-Schockern (‚Schmutz‘, ‚Weiningers Nacht‘) und bindet Zuschauer in seine aggressiven multimedialen Theaterstücke mit ein. Mankers Generalthema ist der schleichende Wahnsinn einer Gesellschaft, der er einen Zerrspiegel vorhält.“

Theaterregie führte Manker erstmals 1988 am Wiener Volkstheater bei Weiningers Nacht von Joshua Sobol, wobei er selbst auch die Hauptrolle spielte, die zu seiner Paraderolle wurde. Die Aufführung wurde zu Mankers bis dahin größtem „Triumph“ und das Stück wurde anschließend auch von ihm selbst verfilmt.

„Einem ähnlich sinnlich und intellektuell aufregenden, aufklärerischen, fantastischen Film begegnet man selten.“

### Ensemblemitglied am Burgtheater
1990 wechselte Manker zurück ans Wiener Burgtheater unter Claus Peymann und spielte in Peymanns Inszenierung von Goethes Clavigo den Carlos (mit Ulrich Mühe als Clavigo), in Peter Zadeks Inszenierung von Shakespeares Der Kaufmann von Venedig den Bassanio (mit Gert Voss als Shylock und Eva Mattes als Portia) und in Becketts Warten auf Godot den Pozzo (Regie: Cesare Lievi). 1993 inszenierte er am Burgtheater Ferenc Molnárs Liliom (mit Karlheinz Hackl in der Titelrolle, Andrea Clausen, Gertraud Jesserer und Hanno Pöschl) und 1996 Die Dreigroschenoper von Bertolt Brecht (mit Fritz Schediwy und Ingrid Caven und mit Kostümen von Vivienne Westwood).
Manker inspirierte den Autor Werner Kofler 1999 zur Schmähschrift Manker (Invention) und war an einigen veritablen Theaterskandalen beteiligt, wie beispielsweise Zadeks Alice im Wunderland (1996, Münchner Kammerspiele), in der er das weiße Kaninchen spielte. Für heiße Diskussionen sorgte Manker vor allem als Richard III. (1997) von Shakespeare, das an den Münchner Kammerspielen in der Inszenierung von Peter Zadek zur Aufführung kam, und in der es zu Konflikten mit dem Theater und seinem Intendanten Dieter Dorn kam, weil Manker das Ensemble „undiszipliniert, versoffen und bis in die Knochen verrottet“ bezeichnete, worauf die Aufführung trotz des enormen Publikumserfolgs abgesetzt wurde. „Aus Kleinmütigkeit wird hier ein großer Erfolg eingestampft, den man noch jahrelang hätte spielen können.“ (Peter Zadek)

„Man möchte nach München reisen, ins Jahr 1997, und noch einmal Zadeks ‚Richard III.‘ sehen, jene Inszenierung, die, als sie auf den Wiener Festwochen ihre Premiere hatte, manche Kritiker so ärgerte, dass die forderten, Zadek möge seine Regiegage zurückzahlen. Es muss wohl daran gelegen haben, dass die Männer zeitgemäße Strumpfhosen trugen und die Frauen spätmittelalterliche Hauben, ein Bühnenbild gab es eigentlich auch nicht, und in München, wenn die Erinnerung nicht trügt, trat Sibylle Canonica, die Schuhe trug, mit Wut und Wucht auf den Fuß von Paulus Manker, der keine Schuhe trug, und danach war Mankers Richard noch böser, noch besser. Und man sah, man spürte und hörte mal wieder, dass Zorn und Zauber eines Shakespeare-Dramas nicht viel mehr brauchen als Körper, Stimmen und einen Regisseur, der den richtigen Rhythmus hat.“

Weitere Theaterarbeiten brachten Paulus Manker mit Luc Bondy zusammen (Horváths Figaro lässt sich scheiden 1998, mit Gert Voss), mit Christoph Schlingensief (Ausländer raus! Schlingensiefs Container, 2000) und immer wieder mit Peter Zadek (Polonius in Hamlet, mit Angela Winkler und Otto Sander, Hamburg, 2000), Der Jude von Malta (mit Gert Voss, Burgtheater, 2001) sowie mit Dieter Giesing in Stücken von Botho Strauß, Pancomedia (Burgtheater, 2001) und Die Zeit und das Zimmer (Schauspielhaus Bochum, 2005).
2010 war Manker nach längerer Abwesenheit von der Bühne bei den Salzburger Festspielen als Theseus in der Aufführung von Jean Racines Phädra an der Seite von Sunnyi Melles zu sehen (Regie: Matthias Hartmann, Bühne: Johannes Schütz), einer Co-Produktion mit dem Wiener Burgtheater. Im selben Jahr veröffentlichte er ein umfassendes Buch über seinen Vater, den Regisseur, Bühnenbildner und Theaterdirektor Gustav Manker.
2010 erhielt Manker den Publikumspreis des österreichischen Theaterpreises „Nestroy“.

„Ich glaube, die Kraft am Theater kommt von den Kämpfern, von den Chillischoten, von den Unbequemen, von den Monomanen, von den kontinuierlich und sträflich Untersubventionierten, die Kraft am Theater kommt von Leuten wie Ulrike Kaufmann und Erwin Piplits.“

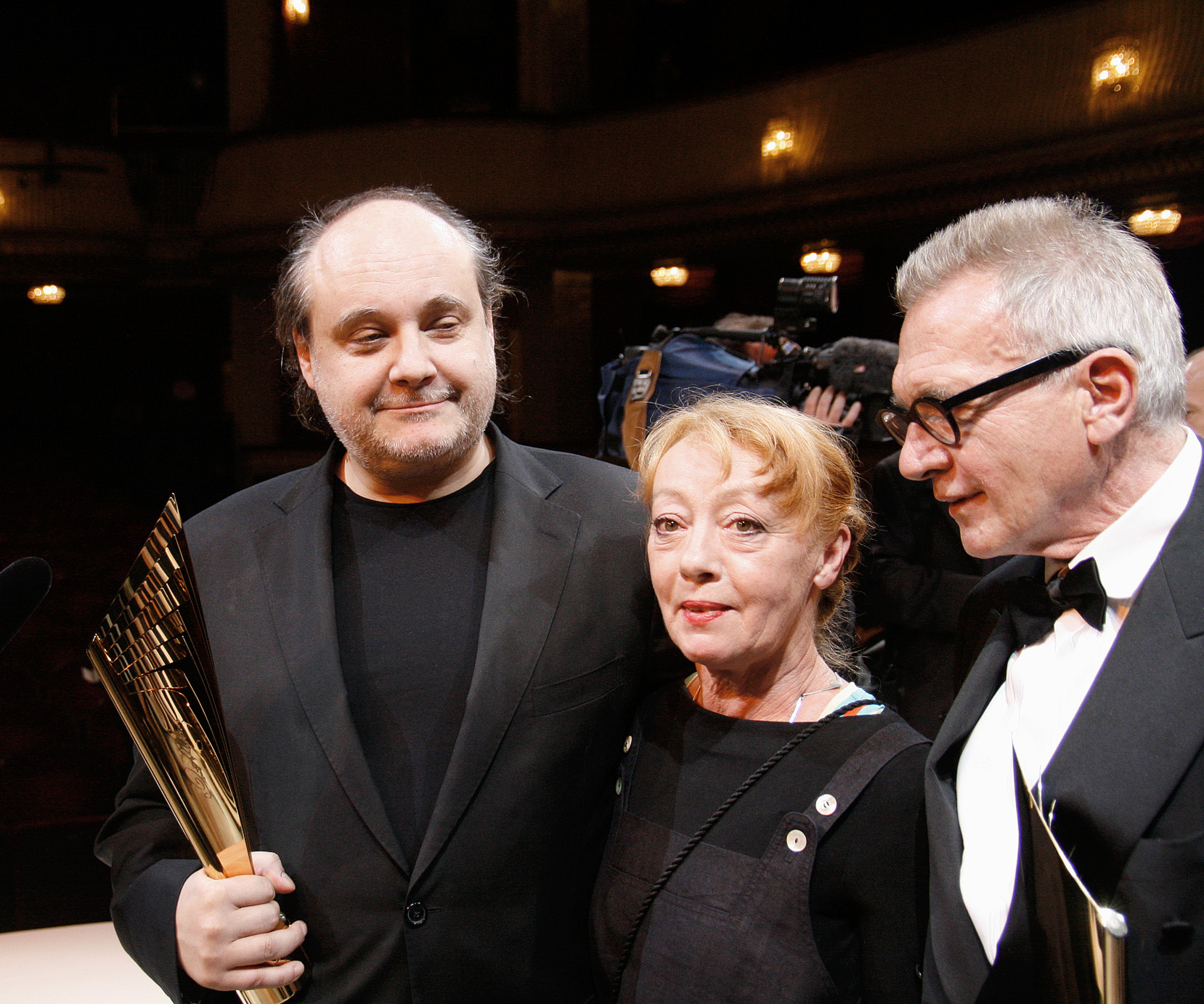
Paulus Manker mit Ulrike Kaufmann und Erwin Piplits (Nestroy-Theaterpreis 2010)

2011 publizierte Manker ein Buch über den vergessenen Theatermann Walter Bruno Iltz, dessen Nachlass er entdeckte und dessen angebliche Nähe zum Nationalsozialismus er damit widerlegte.
Am 16. Juli 2013 fand anlässlich von Richard Wagners 200. Geburtstag die Premiere des von Manker inszenierten und geschriebenen Simultan-Dramas Wagnerdämmerung im ehemaligen K. u. k. Post- und Telegrafenamt in Wien statt, das im Sinne des Wagnerschen Gesamtkunstwerks Theater, Raum, Sprache, Musik und Tanz vereinte. Begleitet wurde die Produktion von einer von Manker kuratierten Ausstellung zeitgenössischer Künstler, an der Hermann Nitsch, Hans Hollein, Erwin Wurm, ONA B., Michael Bielický, Michael Kienzer, Mara Mattuschka, Karl Ferdinand Kratzl, Katharina Razumovsky, Josef Trattner, Reinhard Trinkler und 29 weitere Künstler teilnahmen.

### Filmkarriere
Als Filmschauspieler war Manker erstmals 1979 in Lemminge (Regie Michael Haneke) zu sehen, danach folgten Exit – Nur keine Panik (1980) und Die Ausgesperrten (1982, nach dem Roman von Elfriede Jelinek) in der Regie von Franz Novotny, Die Macht der Gefühle von Alexander Kluge (1983) und Wer war Edgar Allan? (1984, ebenfalls in der Regie von Michael Haneke, bei dem Manker 1985 bei dem TV-Film Fraulein auch als Regieassistent arbeitete) und Luc Bondys Das weite Land (1987) an der Seite von Michel Piccoli.
Manker spielte in Joseph Vilsmaiers Schlafes Bruder (1994) den Organisten, in Michael Hanekes Das Schloss (1998) und in Code: unbekannt mit Juliette Binoche (1999), in Jo Baiers Wambo den brutalen Vater von Walter Sedlmayr (2000) und nahm 2006 mit Michael Glawoggers Film Slumming am Wettbewerb der Berlinale teil, in dem Manker mit „hyperplastischer Präsenz“ den obdachlosen Säufer Franz Kallmann im Stile eines Poète maudit darstellte. Manker mischte sich während der Dreharbeiten ins Westbahnhof-Milieu in Wien und spielte eine Szene in voll alkoholisiertem Zustand „nach 17 Whiskys“, um seine Rolle möglichst authentisch interpretieren zu können, und hob „seine Rolle förmlich aus den Angeln“ (ARTE) und „verleiht damit seinen Auftritten die Einmaligkeit, die großes Theater und großer Film nicht zuletzt darum gewinnen: Weil sie ihre Zuschauer in einschüchternder Weise gnadenlos auf Abstand halten“.

„Franz Kallmann, Dichter, Säufer und Bürgerschreck, ist zwar nur eine der zentralen Figuren in Michael Glawoggers neuem Spielfilm Slumming, aber er zieht alle Aufmerksamkeit auf sich. Das liegt daran, dass er von Paulus Manker verkörpert wird – der dabei von seiner Persona als Enfant terrible des Kulturbetriebs alles andere als absieht. Kallmann ist für Manker mehr Performance als Rolle – eher Implosion als Einverleibung. […] Kallmann ist eine One-Man-Show. Ein Spektakel an Wiener Hässlichkeit“

### Jüngere Vergangenheit und Gegenwart
Im Sommer 2018 inszenierte Manker das Mammutdrama Die letzten Tage der Menschheit von Karl Kraus in einer siebenstündigen Simultanfassung in einer alten Waffenfabrik in Wiener Neustadt („Serbenhalle“) und feierte damit einen enormen Erfolg. Der Kurier nannte die Aufführung das „Theaterereignis des Jahres“. Die Aufführung wurde 2019 in einer noch erweiterten Fassung wiederholt, übersiedelte 2020 nach Wien und wurde 2021 und 2022 mit großem Erfolg in Berlin in der „Belgienhalle“ in Spandau erstmals auch in Deutschland gezeigt, wo vom „Theaterereignis des Jahres“ (rnd) die Rede war.
Am 25. August 2018 feierte Mankers Inszenierung von Joshua Sobols „Alma“ ihre 500. Aufführung und ist mit einer Laufzeit von 25 Jahren und 518 Aufführungen die erfolgreichste österreichische Theaterproduktion der Nachkriegsgeschichte. Im August 2022 feierte die Aufführung in Berlin ihr glanzvolles 25-jähriges Jubiläum.
2022 veröffentlichte Manker „Das große Alma-Mahler-Album“, eine Bildbiographie über Alma Mahler-Werfel, die Hauptfigur seines Polydramas „Alma“, mit 280 Photographien (davon 70 unveröffentlicht) und 340 Zitaten und mit persönlichen Erinnerungen von Peter Altenberg, Alban und Helene Berg, Leonard Bernstein, Franz Blei, Elias Canetti, Sigmund Freud, Claire Goll, Gina Kaus, Gustav Klimt, Ernst Krenek, Anna Mahler, Katja Mann, Klaus Mann, Robert Musil, Erich Maria Remarque, Arthur Schnitzler, Arnold Schönberg, Lothar Schreyer, Marietta Torberg, Kurt Weill, Alexander von Zemlinsky und Carl Zuckmayer sowie unveröffentlichte Erinnerungen von Almas Schwiegersohn Albrecht Joseph.

### Persönliches
Paulus Manker ist seit August 2018 mit der Journalistin Elisabeth Auer verheiratet, mit der er zuvor 14 Jahre lang liiert war.

## Rezeption
Manker gilt als eigenwillig und polarisierend, als „sensibel, verletzend, genialisch bis zur Unausstehlichkeit“, als „wuchtiges Multitalent der österreichischen Kulturszene, Provokateur und Enfant terrible.“ der aber auch Journalisten „ungewöhnliche bis unfreundliche Interview-Antworten“ gibt und damit für „große Irritationen“ sorgt. Magdalena Miedel (ORF) schrieb 2024 nach einer NDR-Dokumentation mit Missbrauchsvorwürfen gegen Manker: „Gerade am Beispiel Manker wird deutlich, wie sehr dem Theatermacher sein „Enfant terrible“-Image nicht schadet, sondern die Öffentlichkeit übergriffiges Verhalten eines Stars entschuldigt und kleinredet.“

## Kritik & Missbrauchsvorwürfe

### Berichte und Klagen wegen Ausbeutung und Machtmissbrauchs
Im Sommer 2020 veröffentlichte die Wochenzeitschrift Falter in zwei Ausgaben Berichte, in denen mehrere ehemalige Mitarbeiter, darunter die Schauspieler Manuel Bräuer, Werner Wultsch und Tina Haller, schwerwiegende Vorwürfe gegen Manker erhoben, die von Ausbeutung über Einschüchterung bis hin zu physischer Gewalt reichten. Der Falter schrieb: „Wir haben uns zur Publikation der Erfahrungsberichte entschlossen, um den systematischen Charakter von Mankers Erniedrigungen darzustellen. Sein künstlerisches Werk beruht auf Machtmissbrauch. Je mehr wir über Mankers Arbeit erfuhren, umso weniger ließ sich das Image vom launischen, von Emotionen gebeutelten Genie bestätigen.“ Manker wurde mehrfach von Mitarbeitern verklagt, da er ihnen die Gage schuldig geblieben sei. Oft erschien Manker nicht zu den Gerichtsverhandlungen oder gab bei der Post keine gültige Adresse an, womit sich die Verfahren in die Länge zogen. Bis August 2020 hat er drei arbeitsrechtliche Verfahren verloren. Der Rechtsanwalt und Kunstrechtsexperte Wolfgang Renzl beschrieb die Verträge von Manker als „Nahe am Lohnwucher“. Schauspieler verdienen etwa fünf Euro die Stunde und müssen zudem unbegrenzt unbezahlte Zusatzstunden leisten. Wer krank ist, wird von Manker zu einem „Arzt seines Vertrauens“ geschickt. Erscheint ein Schauspieler nicht zu einer Aufführung, fordert Manker eine Vertragsstrafe ein, die den gesamten Verdienst des Darstellers übersteigt.
Mitarbeiter berichteten auch von verbaler Demütigung und physischer Gewalt. Manuel Bräuer schrieb über Manker: „Er tobt, er demütigt, er bestraft.“ Ein Regieassistent schilderte eine Probe, die sich bis spät in die Nacht zog: „Manker ging auf die Schauspielerin los und schleifte sie unter wüsten Beschimpfungen durch die Garderobe. Ich bin daneben gestanden und habe meinen Mund nicht aufbekommen, es war richtig arg. Danach hatte die Frau an den Armen blaue Flecken und erhielt über Mail eine ‚Abmahnung im arbeitsrechtlichen Sinn‘.“ Der Schauspieler Werner Wultsch verletzte sich während einer Produktion am Meniskus, woraufhin ihm von Manker Vertragsbrüchigkeit vorgeworfen wurde. „Als ich ihm [Manker, Anm.] schrieb, dass eine Operation nötig sei, erwiderte er: ‚Ich hoffe, sie werden dir das Bein abnehmen‘.“ Der Künstler Flash Fritz berichtete, er wurde fristlos gefeuert und erhielt Betretungsverbot bei den Proben, nachdem er die Stimme verloren hatte, zudem ließ Manker einen Imbisswagen, der dem Schauspieler gehörte, am Boden festschrauben, um ihn für die Aufführung zu nutzen. Die Schauspielerin Tina Haller schrieb von „unkontrollierten Wutausbrüchen“ und „Menschenverachtung“. Manker wies die Vorwürfe von Bräuer zurück: „Ich habe niemanden gezwungen, bei uns mitzumachen.“ Auf die weiteren Aussagen von Mitarbeitern reagierte er nicht, bedankte sich aber beim Falter „für diese großartige Publicity“.
Laut Falter wurden zwischen 2018 und 2023 bei der Arbeiterkammer 13 Anzeigen gegen ihn gestellt. Alle sind in Gerichtsverfahren zugunsten der Mitarbeiter ausgegangen. Konsequenzen gab es für Manker keine, da er ein Auffangnetz aus Vereinen und Kommanditgesellschaften aufgebaut habe, wodurch die Schadenersatzforderungen aus dem Insolvenz-Entgelt-Fonds der öffentlichen Hand beglichen wurden.

### Skandale um Südbahnhotel am Semmering
Im Sommer 2023 führte Manker die Stücke Alma und Die letzten Tage der Menschheit im Südbahnhotel am Semmering auf. Nach einem Zerwürfnis mit Eigentümer Christian Zeller besetzte er das Hotel mit seinen Requisiten. Am 30. September 2023 fand die letzte Vorführung von Paulus Mankers Die letzten Tage der Menschheit im Südbahnhotel am Semmering statt. Laut Vertrag hätte der Künstler spätestens 45 Tage später das Hotel räumen müssen. Am 30. Jänner 2024 fand schließlich eine – vom örtlichen Bezirksgericht angeordnete – Zwangsräumung statt und Manker bzw. seine Requisiten wurden aus dem Hotel entfernt. Im Zuge der Streitigkeiten stehen außerdem weitere Vorwürfe im Raum. Es fehlt rund eine Million Euro, die Manker mit den Co-Veranstaltern teilen hätte sollen, das aber nicht getan hat. Er sei bereits gerichtlich zur Einhaltung des Vertrags verpflichtet worden. Ein vom Gericht für alle Einnahmen bestimmtes Konto, auf das Manker überweisen hätte müssen, sei trotz verhängter Beugestrafen immer noch leer. Juni 2024 stellte das Gericht fest, dass Paulus Manker wesentliche Vertragsinhalte mit der Südbahnhotelkultur GmbH nicht eingehalten und daher rechtswidrig Aufführungen im Südbahnhotel durchgeführt hat. Kurz darauf ist Paulus Manker untergetaucht. Pfändungen konnten nicht durchgeführt werden, ein Insolvenzverfahren wurde verzögert. Mit Verspätung wurde schließlich ein Konkursverfahren eröffnet. Der Konkursverwalter muss nun herausfinden, wohin die geschätzten Einnahmen von über einer Million Euro verschwunden sind.
Weitere Vorwürfe kommen von Anna Werner Friedmann. Die Schauspielerin war eine der drei „Almas“ am Semmering und warf Manker vor, nicht bezahlt worden zu sein. Die Causa wurde vor Gericht verglichen.

### Berichte über Machtmissbrauch in NDR-Dokumentation
In der NDR-Produktion Gegen das Schweigen – Machtmissbrauch bei Theater und Film (2024) nimmt Manker einen großen Teil der Dokumentation ein. Der Sender kontaktierte laut eigenen Angaben „rund 50 Schauspielende, die in über 15 Jahren mit Manker zusammengearbeitet“ hatten. Manker selbst wollte mit dem NDR nicht sprechen, drohte aber per Anwalt mit Klage wegen Rufschädigung.
Seine Ausraster seien keine Ausnahmen, sondern „ein Grundton“ gewesen. Beleidigungen und verletzende Aussagen seien zu hören gewesen, etwa: „Beweg dich, du Fotze!“ Oder: „Du bist ein Mannsweib, das niemand ficken will.“ Nikolaus Firmkranz, der 2006 bei Alma – die Witwe der 4 Künste im Kronprinzenpalais Berlin mitwirkte, schilderte eine Szene der Zusammenarbeit: „Er schaut mich wütend an und kommt mit hochrotem Kopf auf mich zu. Er kommt auf mich zu vor allen Leuten, holt mit der Faust aus und – volle Kanne aufs Ohr.“ Eine weitere Schauspielerin berichtete, wie Manker sie bei einer Vorführung in den Bauch getreten habe.
Am 4. März 2024 nahm Manker in der ORF-Sendung Kulturmontag Stellung zu den Vorwürfen. Er zeigte sich einerseits „bestürzt“, äußerte aber auch, die Vorwürfe kämen von „Blockwarten“, „Kleingeistern“ und „AMS-Zombies“. Nur weil etwas behauptet werde, müsse es nicht stimmen. In der Zeitung Die Presse bezeichnete die Kommentatorin Almuth Spiegler den Auftritt Mankers als „eine teils schwer zu ertragende, peinliche Vorführung des angeprangerten ‚alten‘ Systems in seiner wohl übelsten Ausformung“. Der ORF wurde dafür kritisiert, einem mutmaßlichen Täter „so viel Raum“ geboten zu haben.

## Sonstiges
2008 kam es zu einer gerichtlichen Auseinandersetzung, weil Manker in einer Fernsehsendung die Kärntner Bevölkerung als „Kretins“ bezeichnet hatte, die nach einer „ethnischen Reinheit“ strebten. Jörg Haiders BZÖ sekundierte dem Kläger und stellte mit Hilfe von Stefan Petzner sogar den Anwalt, unterlag aber vor Gericht.
Manker integriert in seine Aufführungen immer wieder echte Lokomotiven und fährt diese auch selbst. Er bezeichnet sich selbst als ausgebildeten Lokführer. In mehreren Aufführungen kam eine „rollende Bühne“ zum Einsatz, ein „Theaterwaggon“ der während der Aufführung auf einem Gleis geschoben wurde. Im Jahr 2016 war Manker wegen „der unbefugten Inbetriebnahme einer Lok, Sachbeschädigung und Körperverletzung“ angeklagt, wurde aber am Landesgericht Wiener Neustadt freigesprochen, denn „die Taten sind nicht mit der für eine Verurteilung erforderlichen Sicherheit nachzuweisen“.
Am 23. Juni 2017 wurde Paulus Manker einen Tag vor der Premiere von Martin Luther – Der Anschlag bei den Bad Hersfelder Festspielen von Intendant Dieter Wedel entlassen. Manker reichte Klage gegen die Festspiele ein, die er 2021 gewann. Er sollte in der Aufführung in der Hauptrolle des Martin Luther auftreten.
In einer Folge der ORF-Talksendung Stöckl bezeichnete Manker im Jahr 2018 die türkis-blaue Bundesregierung als „Dreckskerle“. Eine darauf folgende Beschwerde der FPÖ, das Objektivitätsgebot und die inhaltlichen Grundsätze des ORF-Gesetzes seien verletzt worden, wurde von der KommAustria zurückgewiesen. Es liege kein Gesetzesverstoß vor, weil sich die Moderatorin Barbara Stöckl von den Aussagen Mankers distanziert habe und das Informationsinteresse der Öffentlichkeit sowie das Recht auf freie Meinungsäußerung schwerer wiegen würden als die Interessen der Beschwerdeführer.

## Auszeichnungen
- «Best Director», Ghent International Film Festival (1987) für Schmutz
- «Special Recommendation for the Soundtrack» (Gent 1987) für Schmutz
- «Prix de la Commission Supérieure technique» (Avoriaz Fantastic Film Festival 1986) für Schmutz
- «Premio para a primeira obra» (Troia 1986) für Schmutz
- Golden Prize [Nominee], Moscow International Film Festival (1987) für Schmutz
- Grand Prize [Nominee], Avoriaz Fantastic Film Festival (1987) für Schmutz
- «Goldener Kader» 1988 für Kameramann Walter Kindler für Schmutz
- «Goldene Romy» (Beste Regie, 1990) für Weiningers Nacht
- Goldmedaille der Gesellschaft der bildenden Künstler Österreichs für Weiningers Nacht
- Österreichische Nominierung zum Europäischen Filmpreis 1990 für Weiningers Nacht
- Preis für Best Films Distribution (Brüssel 1995) für Der Kopf des Mohren
- Interfilm-Preis des Max Ophüls Festivals 1996 für Der Kopf des Mohren
- Eröffnungsfilm der Salzburger Festspiele 1995, Der Kopf des Mohren
- Nominierung für den „Boy Gobert Preis“ Hamburg 1986 für Weiningers Nacht (Darsteller)
- AZ Stern der Woche München 1997 für Richard III. (Darsteller)
- Most Promising Actor in Israel Theater in 2003 für Itay Tiran in iWitness (Regie)
- Nominierung für den Hessischen Fernsehpreis 2013 für Im Namen des Vaters (Darsteller)
- Nestroy Publikumspreis 2010 für Alma und Phaedra (Darsteller)

## Filmregie
- 1985: Schmutz, Regie/Buch (mit Fritz Schediwy, Hans-Michael Rehberg, Siggi Schwientek; Musik: Yello)
- 1989: Weiningers Nacht (Weininger’s Last Night), Regie, mit Paulus Manker, Hilde Sochor, Andrea Eckert, Sieghardt Rupp
- 1993: Das Auge des Taifun, Regie (Dokumentarfilm einer Performance von Erich Wonder, Heiner Müller und den « Einstürzenden Neubauten» auf der Wiener Ringstraße.)
- 1995: Der Kopf des Mohren (The Moor’s Head), Regie (mit Gert Voss, Angela Winkler; Drehbuch: Michael Haneke)
- 1996: Alles ist Architektur: Porträt Hans Hollein, (TV, Doku) Regie/Buch (Porträt des österreichischen Architekten Hans Hollein)
- 1999: Alma: A Show biz ans Ende, TV (3 Teile), Regie, mit Susi Nicoletti, Johanna Wokalek, Helmut Berger, Sebastian Blomberg, Peter Kern, Leon Askin
- 2001: Hollein in Lima (TV, Doku), Regie/Buch (Kurz-Dokumentation über Hans Holleins Inter-Bank in Lima)
- 2002: Holleins Vulcania (TV, Doku), Regie/Buch (Kurz-Dokumentation über Hans Holleins Vulkanmuseum Vulcania in Saint-Ours-Les-Roches in der Auvergne)
- 2004: Die Seele brennt heut wieder sehr: Porträt Hilde Sochor (zum 80. Geburtstag seiner Mutter) TV (Doku)
- 2004: Where Blade Runner meets Batman: Downtown LA, TV (Doku) Dokumentation über Downtown Los Angeles
- 2005: Mozart in America (Mozart Minute) (Kurzfilm zum Mozart-Jahr)
- 2019: Die letzten Tage der Menschheit (Verfilmung der gleichnamigen Theaterinszenierung)

## Filmrollen (Auswahl)
- 1979: Lemminge (Michael Haneke) mit Bernhard Wicki, Walter Schmidinger, Elisabeth Orth
- 1980: Exit … Nur keine Panik (Franz Novotny) mit Hanno Pöschl, Eddie Constantine, Peter Weibel, Isolde Barth
- 1982: Die Ausgesperrten (Franz Novotny, nach dem Roman von Elfriede Jelinek) mit Christine Kaufmann
- 1983: Die Macht der Gefühle (Alexander Kluge) mit Suzanne von Borsody
- 1984: Wer war Edgar Allan? (Michael Haneke) mit Rolf Hoppe, Guido Wieland
- 1985: Fraulein (Michael Haneke) mit Angelika Domröse (auch Regieassistenz)
- 1987: Das weite Land (Luc Bondy) mit Michel Piccoli, Bulle Ogier, Milena Vukotic
- 1988: Sternberg – Shooting Star (Niki List) mit Andreas Vitasek, Jean-Pierre Cornu
- 1988: Mein 20. Jahrhundert (My 20th Century) (Ildikó Enyedi)
- 1989: Weiningers Nacht (Paulus Manker) mit Hilde Sochor, Andrea Eckert, Sieghardt Rupp, Josefin Platt
- 1989: Landläufiger Tod, 1 & 2 (Michael Schottenberg) mit Karl Ferdinand Kratzl, Helmut Griem
- 1990: Der Meister des Jüngsten Tages (Michael Kehlmann) mit Helmut Lohner, Dagmar Mettler
- 1991: Mörderische Entscheidung (Oliver Hirschbiegel) mit Michael Byrne
- 1993: Die Sturzflieger (Peter F. Bringmann) mit Götz George, Ingo Naujoks, Anja Kling
- 1995: Schlafes Bruder (Joseph Vilsmaier) mit André Eisermann, Ben Becker
- 1996: Das Schloß (Michael Haneke) mit Ulrich Mühe
- 1998: Alma – A Show Biz ans Ende (Paulus Manker)
- 1999: Code: unbekannt (Michael Haneke) mit Juliette Binoche
- 2000: Wambo (Jo Baier) mit Jürgen Tarrach, Anne Bennent
- 2002: Die schöne Braut in Schwarz (Carlo Rola) mit Iris Berben
- 2003: Polterabend (Julian Pölsler) mit Birgit Minichmayr
- 2004: Basta – Rotwein oder Totsein (Pepe Danquart) mit Henry Hübchen, Corinna Harfouch, Moritz Bleibtreu
- 2006: Slumming (Michael Glawogger) mit August Diehl, Michael Ostrowski
- 2010: Henri 4 (Jo Baier) mit Julien Boisselier, Joachim Król
- 2012: Tatort – Im Namen des Vaters (Lars Kraume) mit Nina Kunzendorf und Joachim Król (Nominierung zum Hessischen Fernsehpreis als bester Darsteller)
- 2013: Great (Andreas Henn) mit Simon Schwarz, Miloš Biković, Dieter Rupp[47]
- 2014: Die Seelen im Feuer (Urs Egger) mit Silke Bodenbender, Mark Waschke, Alexander Held
- 2015: Jack (Elisabeth Scharang) mit Johannes Krisch, Corinna Harfouch, Birgit Minichmayr
- 2015: Der Staat gegen Fritz Bauer (Lars Kraume) mit Burghart Klaußner, Ronald Zehrfeld, Sebastian Blomberg
- 2017: Die Ketzerbraut (Hansjörg Thurn) mit Ruby O. Fee, Johannes Zeiler, Miguel Herz-Kestranek
- 2020: Die Känguru-Chroniken (Dani Levy) mit Henry Hübchen, Dimitrij Schaad, Marc-Uwe Kling
- 2022: Schächten (Thomas Roth) mit Jeff Wilbusch, Christian Berkel, Georg Friedrich und Julia Stemberger
- 2022: Der Pass (Christopher Schier) mit Nicholas Ofczarek

## Veröffentlichungen
- (Hrsg.) Weiningers Nacht, Drama von Joshua Sobol, mit Essays von Joachim Riedl und Nike Wagner und Texten von Jean Améry, Sigmund Freud, Artur Gerber, Adolf Hitler, Emil Lucka, Karl Lueger, Jonny Moser, Jacques Le Rider, Hannelore Rodlauer, Felix Salten, Arthur Schopenhauer, August Strindberg und Stefan Zweig. Im Anhang: Unveröffentlichte Texte von Otto Weininger. Illustrationen von Alfred Kubin. Europa Verlag, Wien 1988.
- Michael Haneke In: Der siebente Kontinent. Michael Haneke und seine Filme. (Hg. von Alexander Horwath). Europa Verlag, Wien 1991, ISBN 3-203-51130-4.
- Die feindlichen Brüder. Ressentiments gegen die herrschende Ästhetik von Theateraufzeichnungen. In: Theater heute, Jahresheft 1992
- (Hrsg.) Alma – a Show Biz ans Ende, Polydrama von Joshua Sobol. Mit unveröffentlichten Photos aus Alma Mahlers Familienbesitz. Wien 1997.
- Warum Gert Voss zum Film musste. In: Klaus Dermutz: Die Verwandlungen des Gert Voss. Residenz Verlag, Salzburg 2001, ISBN 978-3-7017-3036-0.
- Es bildeten sich Gruppen! – Christoph Schlingensiefs Container. In: Der Standard. Wien 2001.
- (Hg. mit François Burkhardt) Hans Hollein. Schriften & Manifeste. Akademie der bildenden Künste, Wien 2002, ISBN 3-85211-101-3.
- Der Theatermann Gustav Manker. Spurensuche. Mit 877 Abbildungen und CD. Amalthea Verlag, Wien 2010, ISBN 978-3-85002-738-0.
- Vom Überleben nach dem Tod. Grabrede für den Architekten Hans Hollein. In: Der Standard, 10. Mai 2014
- Walter Bruno Iltz. Die Enttarnung eines Helden. Alexander Verlag, Berlin 2014, ISBN 978-3-89581-340-5.
- 20 Jahre „Alma“. Erinnerungen und Photos zum Jubiläum der Theateraufführung „Alma – a Show Biz ans Ende“. Wien 2015.
- Das große Alma Mahler Album. 280 Photographien und 340 Zitate aus dem Leben von Alma Mahler-Werfel, mit persönlichen Erinnerungen von Peter Altenberg, Samuel Nathaniel Behrman, Alban Berg und Helene Berg, Leonard Bernstein, Franz Blei, Elias Canetti, Sigmund Freud, Claire Goll, Gina Kaus, Ernst Krenek, Anna Mahler, Katja Mann, Klaus Mann, Robert Musil, Kurt Pinthus, Erich Maria Remarque, Arthur Schnitzler, Arnold Schönberg, Lothar Schreyer, Friedrich Torberg und Marietta Torberg, Kurt Weill, Meyer Wolf Weisgal, Alexander von Zemlinsky und Carl Zuckmayer und Briefen von Gustav Klimt, Gustav Mahler, Oskar Kokoschka, Walter Gropius und Franz Werfel sowie unveröffentlichte Erinnerungen von Almas Schwiegersohn Albrecht Joseph. Wien 2022, ISBN 978-3-99050-232-7.